# Challenger de Trnava 2013
El torneo Arimex Challenger Trophy 2013 fue un torneo de tenis profesional que se jugó en pistas de tierra batida. Se trató de la 7.ª edición del torneo que forma parte del ATP Challenger Tour 2013. Tuvo lugar en Trnava, Eslovaquia entre el 16 de setiembre y el 22 de setiembre de 2013.

## Jugadores participantes del cuadro de individuales

### Cabezas de serie
| Favorito | País                       | Jugador          | Ranking1 | Posición en el torneo |
| -------- | -------------------------- | ---------------- | -------- | --------------------- |
| 1        | Bandera de Rusia           | Andrey Kuznetsov | 83       | Cuartos de final      |
| 2        | Bandera de República Checa | Jan Hájek        | 103      | Cuartos de final      |
| 3        | Bandera de Eslovenia       | Aljaž Bedene     | 107      | Semifinales           |
| 4        | Bandera de Alemania        | Julian Reister   | 109      | CAMPEÓN               |
| 5        | Bandera de Rumania         | Adrian Ungur     | 117      | FINAL                 |
| 6        | Bandera de Eslovaquia      | Andrej Martin    | 120      | Primera ronda         |
| 7        | Bandera de Francia         | Stéphane Robert  | 133      | Semifinales           |
| 8        | Bandera de Serbia          | Dušan Lajović    | 142      | Segunda ronda         |

- 1 Se ha tomado en cuenta el ranking del 9 de setiembre de 2013.

### Otros participantes
Los siguientes jugadores recibieron una invitación (wild card), por lo tanto ingresan directamente al cuadro principal (WC):
- Pavol Červenák
- Adam Pavlásek
- Martin Přikryl
- Mike Urbanija

Los siguientes jugadores ingresan al cuadro principal tras disputar el cuadro clasificatorio (Q):
- Riccardo Bellotti
- Pascal Brunner
- Nikola Čačić
- Antal Van Der Duim

## Campeones

### Individual Masculino
- Julian Reister derrotó en la final a  Adrian Ungur 7–63, 6–3

### Dobles Masculino
- Marin Draganja /  Mate Pavic derrotaron en la final a  Aljaz Bedene /  Jaroslav Pospíšil 7–5, 4–6, [10–6].